# Генерування електроенергії

Схема забезпечення споживачів електроенергією (об'єкт генерування електроенергії зображено червоним кольором)

Генерува́ння електроене́ргії (англ. electricity generation) — процес перетворення різних видів енергії в електричну на індустріальних об'єктах, що називаються електричними станціями.

## Класифікація

### Теплова електроенергетика
На об'єктах теплової енергетики в електричну енергію перетворюється теплова енергія згоряння органічних палив. Об'єктами теплової електроенергетики є теплові електростанції (ТЕС), які бувають двох основних видів:
Конденсаційні (КЕС, також, у минулому використовувалась застаріла абревіатура ДРЕС — державна районна електростанція)). Конденсаційною називають теплову електростанцію, що призначена виключно для виробництва електричної енергії.
На КЕС тепло, яке отримали при спалюванні палива, передається у парогенератори водяної пари, котра потрапляє у конденсаційну турбіну. Внутрішня енергія пари перетворюється в турбіні у механічну енергію, а потім електричним генератором в електричний струм, що подається в електричну мережу. Відпрацьована пара відводиться у конденсатор, звідки конденсат пари перекачується насосами знов у парогенератор.
| 1. Охолоджувач пари               | 10. Клапан контролю пари        | 19. Головний контур теплообмінника  |
| 2. Водний насос                   | 11. Турбіна пари високого тиску | 20. Насос гарячого повітря          |
| 3. Високовольтна лінія            | 12. Водяний дозатор             | 21. Вторинний контур теплообмінника |
| 4. Підвищувальний трансформатор   | 13. Водяний нагрівач            | 22. Вхідна труба для повітря        |
| 5. Електричний генератор (3-фази) | 14. Конвеєр для вугілля         | 23. Первинний контур теплообмінника |
| 6. Турбіна низького тиску         | 15. Бункер для вугілля          | 24. Повітряний теплообмінник        |
| 7. Водяний насос                  | 16. Вугільний ежектор           | 25. Фільтрувальна установка         |
| 8. Збірник конденсату             | 17.Паровий котел                | 26. Витяжний вентилятор             |
| 9. Турбіна середнього тиску       | 18. Бункер для золи             | 27. Димова труба                    |

Типова схема теплової електричної станції, що працює на вугіллі

Теплофікаційні (теплоелектроцентралі, ТЕЦ). Теплофікаційною називається теплова електростанція з комбінованим вироблянням електричної і теплової енергій на одній і тій же станції. Комбіноване вироблення на ТЕЦ тепла й електричної енергії значно підвищує ефективність використання палива порівняно з роздільним виробленням електричної енергії на конденсаційних електростанціях і тепла у котельних установках
КЕС і ТЕЦ мають схожі технологічні процеси. Принципова відмінність ТЕЦ від КЕС полягає у тому, що частина нагрітої у котлі пари йде на потреби теплопостачання.

### Ядерна енергетика

Схема роботи ядерної електростанції

Ядерна енергетика — галузь енергетики, що використовує ядерну енергію для електрифікації і теплофікації. До ядерної енергетики належать атомні електростанції (АЕС). На практиці ядерну енергетику часто вважають підвидом теплової електроенергетики, так як, в цілому, принцип вироблення електроенергії на АЕС той же, що і на ТЕС. Лише у даному випадку теплова енергія виділяється не при спалюванні палива, а при поділі атомних ядер в ядерному реакторі. Далі схема виробництва електроенергії нічим принципово не відрізняється від ТЕС: пара отримує тепло від реактора, надходить у парову турбіну і т. д. Через деякі конструктивні особливості АЕС нерентабельно використовувати для комбінованого вироблення, хоча окремі експерименти в цьому напрямку проводилися.

### Гідроенергетика
Гідроенергетика — галузь відновлюваної енергетики, що спеціалізується на використанні енергії від течії води. До цієї галузі належать гідроелектростанції (ГЕС). У гідроенергетиці в електричну енергію перетворюється кінетична енергія течії води. Для цього за допомогою гребель на річках штучно створюється перепад рівнів водяній поверхні (верхній і нижній б'єф). Вода під дією сили тяжіння переливається з верхнього б'єфа в нижній спеціальними водоводами, у яких розташовані водяні турбіни, лопаті яких розкручуються водяним потоком. Турбіна ж обертає ротор електрогенератора. Особливою різновидом ГЕС є гідроакумулювальні станції (ГАЕС). Їх не можна вважати генеруючими потужностями у чистому вигляді, так як вони споживають практично стільки ж електроенергії, скільки виробляють, однак такі станції дуже ефективно справляються з розвантаженням мережі у пікові години.

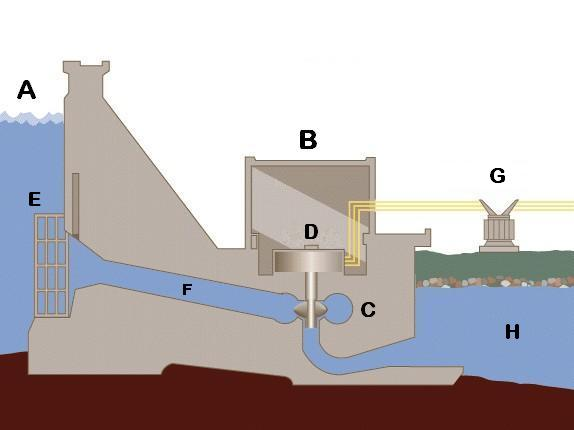
Конструктивні особливості гідроелектростанції: A — водосховище, B — машинна зала будівлі ГЕС, C — гідравлічна турбіна, D — електрогенератор, E — водоприймач, F — напірний водовід, G — лінія електропередачі, H — русло річки

### Альтернативна електроенергетика
До альтернативної електроенергетики належать способи генерування електроенергії, що мають низку переваг порівняно з «традиційними» (згаданими вище), але з різних причин не отримали достатнього поширення. Основними видами альтернативної енергетики є:
Вітроенергетика — використання кінетичної енергії вітру для отримання електроенергії.
Сонячна енергетика (геліоенергетика) — отримання електричної енергії з енергії сонячних променів.
Загальними недоліками вітро- і геліоенергетики є відносна мала потужність генераторів при їх високій вартості. Також в обох випадках обов'язково потрібні акумулювальні потужності на нічний (для геліоенергетики) і безвітряний (для вітроенергетики) час.
Геотермальна енергетика — промислове отримання енергії, зокрема електроенергії, з гарячих джерел, термальних підземних вод. По суті геотермальні станції є звичайними ТЕС, на яких джерелом тепла для нагрівання пари замість котла чи ядерного реактора використовуються підземні джерела тепла з надр Землі. Недоліком таких станцій є географічна обмеженість їх застосування: геотермальні станції рентабельно будувати лише у регіонах тектонічної активності, тобто, там, де ці природні джерела тепла є найдоступнішими.
Воднева енергетика — використання водню як енергетичного палива має великі перспективи: водень має дуже високий ККД згоряння, його ресурс практично не обмежений, спалювання водню є абсолютно екологічно чистим (продуктом згоряння в атмосфері кисню є дистильована вода). Однак повною мірою задовольнити потреби людства воднева енергетика поки що не може через дорожнечу виробництва чистого водню і технічні проблеми його транспортування у великих кількостях.
Варто також відзначити такі альтернативні види гідроенергетики: припливну і хвильову енергетику. У цих випадках використовується природна кінетична енергія морських припливів і вітрових хвиль відповідно. Поширенню цих видів електроенергетики заважає необхідність збігу дуже багатьох чинників при проектуванні електростанції: необхідним є таке узбережжя, на якому припливи (і хвилювання моря відповідно) були б досить сильними і сталими.